# Rock am See

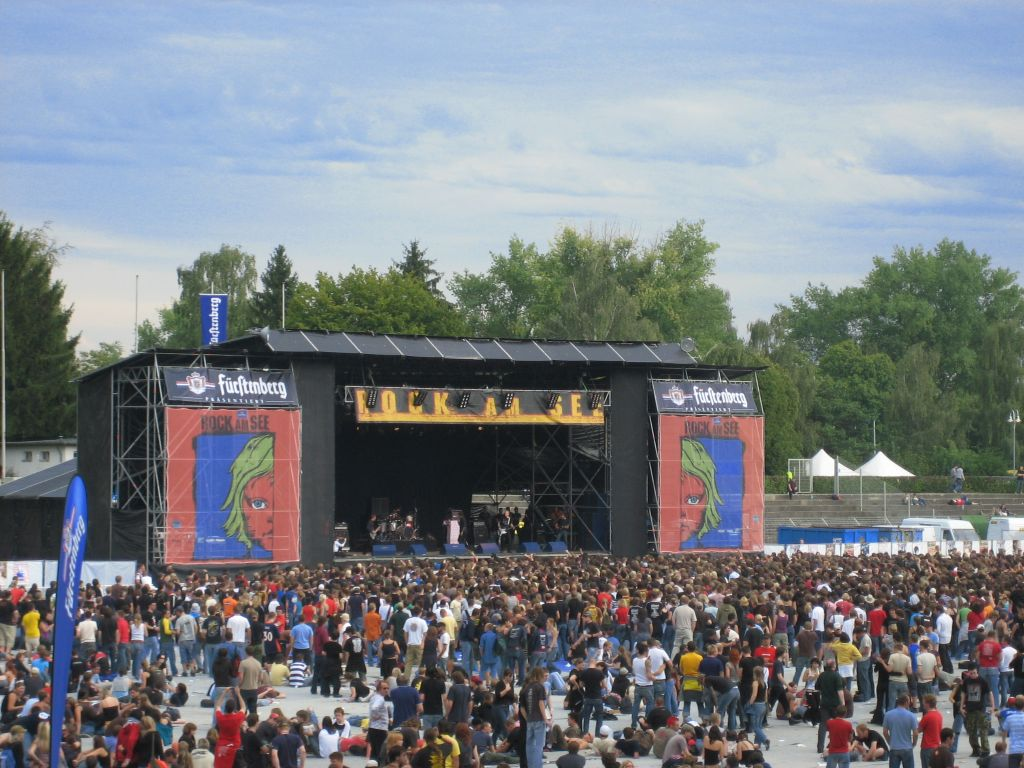
Rock am See (2006)

Rock am See war ein in der Regel jährlich in Konstanz am Bodensee stattfindendes, eintägiges Freiluft-Musikfestival, das im Bodenseestadion, direkt am Strandbad Hörnle, veranstaltet wird. Geboten wurde ein rund zehnstündiges Musikprogramm, bei dem jeweils etwa sieben Bands auftreten. Das musikalische Spektrum reichte dabei von Rock über Punk, Nu Metal, Grunge bis zu Pop-Acts.

## Geschichte
Das Festival fand 1985 zum ersten Mal statt. Veranstalter war die 1978 in Konstanz gegründete Konzertagentur KOKO & DTK Entertainment GmbH. In die Schlagzeilen geriet das Festival im Jahr 2003, als vor dem Auftritt des Hauptacts Metallica die Absperrung vor der Bühne dem großen Druck des Publikums nicht standhielt und es beinahe zu einer Katastrophe gekommen wäre. Es wurde niemand verletzt. Nach dem Vorfall hat der Veranstalter die Gestaltung der Barrieren neu konzipiert.
Das Rock am See-Plakat von 2006 wurde von der Musikwoche auf Platz 1 der Festivalplakate dieses Jahres gewählt.
2009 kam es beinahe zum Eklat, weil sich die als Headliner vorgesehene Gruppe Oasis am Abend vor dem Konzert aufgelöst hatte. Veranstalter Dieter Bös gelang es innerhalb weniger Stunden Deep Purple, die am Tag zuvor beim SummerDays Festival in Arbon aufgetreten waren und sich bereits auf dem Rückweg nach England befanden, zu verpflichten.
Hatte das Festival 2010 noch 23.000 Zuschauer, waren es im Jahr 2011 lediglich 13.000. Damit verlor es seinen Rang als zweitgrößtes Musikfestival in Baden-Württemberg (nach Southside) an Sea of Love in Freiburg. 2012 war das Festival mit 25.000 Karten ausverkauft. 2013 wurde es erstmals abgesagt, da es den Veranstaltern nach eigenen Angaben nicht gelungen war, einen zugkräftigen Headliner zu verpflichten. Im Mai 2013 erklärte der Veranstalter jedoch, dass Die Toten Hosen am 21. September 2013 als Headliner auftreten werden und das Festival nun doch stattfinden würde. Direkt im Nachgang der 2013er-Ausgabe mit 23.000 Besuchern kündigten die Veranstalter die 29. Ausgabe des Festivals für den 6. September 2014 an. Doch wurde später auf der Website mitgeteilt, dass 2014 wegen einer „kreativen Pause“ entfallen würde. Im Jahr 2015 spielten Kings of Leon als Headliner und gaben damit ihr einziges Deutschland-Konzert 2015. Dennoch brach die Besucherzahl auf 11.000 ein, was laut Festivalchef Dieter Bös daran lag, dass der Veranstaltungstag ein Freitag war. Daher fand das 2016er-Festival wieder an einem Samstag statt, nämlich dem 20. August 2016.
Im Oktober 2016 löste sich das Konzertbüro KoKo auf bzw. gab die Geschäftsführung nach Tübingen ab. Seither wurde kein Rock am See mehr veranstaltet.

## Logistik
Das Bodenseestadion ist am besten mit dem Bus zu erreichen, auch der Abtransport nach dem Festival erfolgt mit Shuttlebussen. Auf dem Flughafengelände richten die Veranstalter seit einigen Jahren einen Bedarfs-Campingplatz mit Duschen, Toiletten und einen kleinen Supermarkt ein. Der Campingplatz ist in der Regel von Freitag bis Sonntagmorgen durchgehend geöffnet.

## Line-ups

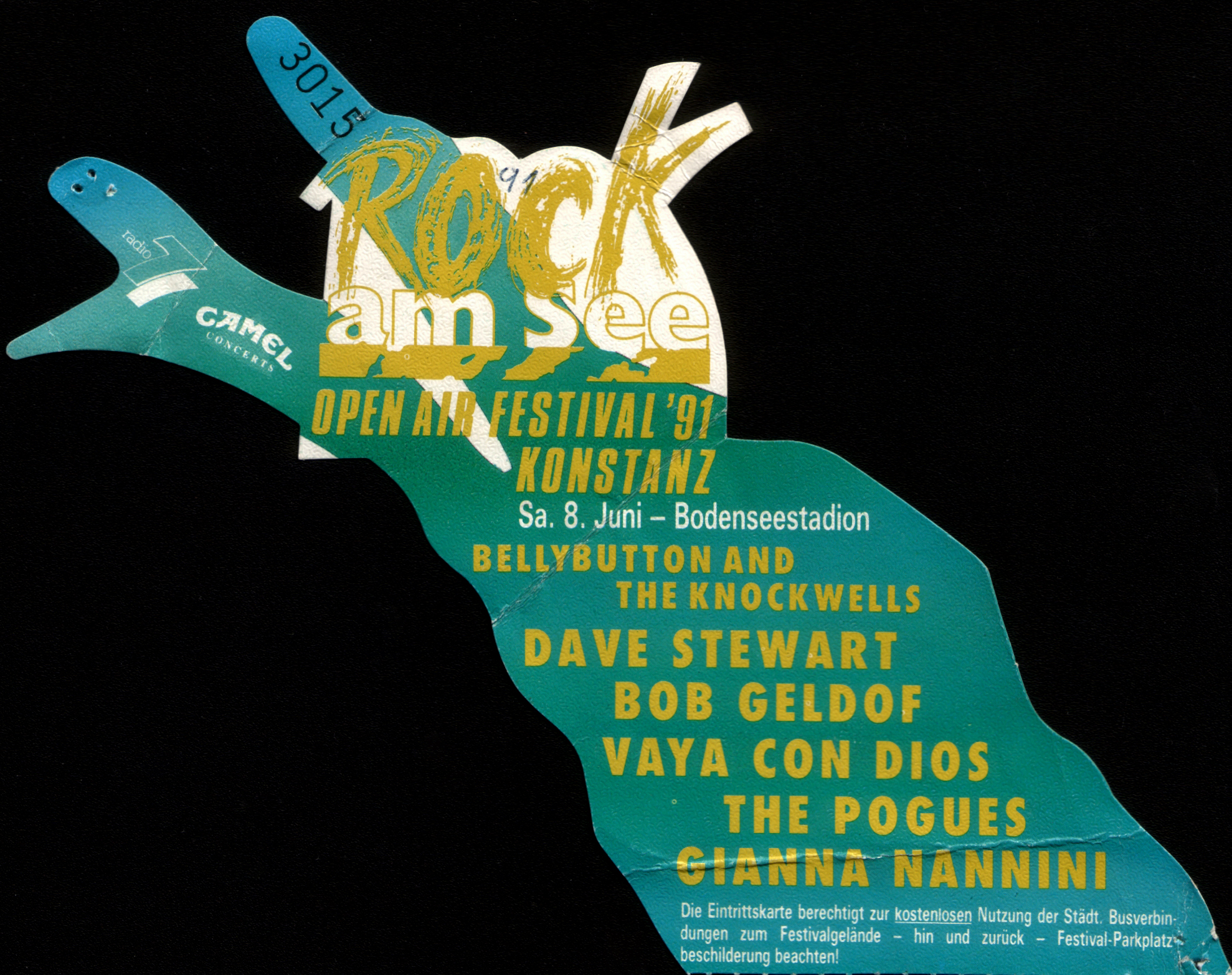
Eintrittskarte Rock am See (1991)

- 1985: Herbert Grönemeyer – Nina Hagen – Ulla Meinecke – Rodgau Monotones – Marche Comune – Jocco Abendroth
- 1986: BAP – Katrina & The Waves – Paul Brady Band – Lloyd Cole and the Commotions – Polo Hofers Schmetterband – Jürgen Waideles Conversation
- 1987: Santana – Gary Moore – The Kinks – Phil Carmen – What’s Up – FM
- 1988: Simple Minds – Hothouse Flowers – The Silencers
- 1989: The Cure – Die Toten Hosen – The Mission – The Sugarcubes – Shelleyan Orphan
- 1990: Marius Müller-Westernhagen – Stephan Eicher – Runrig – The Stranglers – Fish – Sly & Robbie – Les Négresses Vertes
- 1991: The Pogues – Gianna Nannini – Bob Geldof – Dave Stewart & The Spiritual Cowboys – Vaya Con Dios – Bellybutton & The Knockwells
- 1993: Leonard Cohen – Heroes Del Silencio – Pur – Die Fantastischen Vier – The Ukrainians – Patent Ochsner – Dan Lukas
- 1994: Herbert Grönemeyer – Runrig – The Hooters – Fury in the Slaughterhouse – Paul Weller – Johnny Clegg & Savuka – Erich und das Polk
- 1995: The Cure – Sinéad O’Connor – New Model Army – Heather Nova – Angélique Kidjo – The Mutton Birds
- 1996: Neil Young & Crazy Horse – The Levellers – Marla Glen – Grant Lee Buffalo – Selig – Cyrano & Band
- 1997: Rammstein – Skunk Anansie – Faith No More – Neneh Cherry – Eels – Subway to Sally – pH Value – Curare
- 1998: Die Toten Hosen – Green Day – New Model Army – Tito & Tarantula – J.B.O. – Oomph! – Silent Faces
- 1999: Lenny Kravitz – Skunk Anansie – Die Fantastischen Vier – Liquido – Creed – Cree Summer – Stereophonics
- 2000: Limp Bizkit – blink-182 – H-Blockx – Reamonn – Muse – Deftones – No Use for a Name – Die Happy
- 2001: Marilyn Manson – Die Ärzte – Papa Roach – Clawfinger – Mad Caddies – Backyard Babies – Alien Ant Farm
- 2002: Die Toten Hosen – Nickelback – NOFX – Puddle of Mudd – Donots – The Shell – Frenzal Rhomb
- 2003: Metallica – Placebo – Sum 41 – Lagwagon – Anti-Flag – Alien Ant Farm – Die Happy
- 2004: Die Ärzte – Velvet Revolver – Sportfreunde Stiller – Beatsteaks – Papa Roach – Everlast – Strung Out
- 2005: Die Toten Hosen (Friss oder stirb Tour) – Korn – NOFX – The Hives – Social Distortion – Coheed and Cambria – Snitch
- 2006: Placebo – Mando Diao – Maxïmo Park – Pennywise – boysetsfire – Rise Against – A Wilhelm Scream – Die kleinen Götter
- 2007: Nine Inch Nails – Billy Talent – Sportfreunde Stiller – NOFX – Razorlight (kurzfristig abgesagt, stattdessen Mess aus Konstanz) – The Sounds – The Graduate
- 2008: Die Ärzte – Iggy & The Stooges – Bad Religion – Deichkind – Plain White T’s – The Futureheads – The Subways
- 2009: Deep Purple (wegen kurzfristiger Absage von Oasis[7]) – Mando Diao – The Hives – Kasabian – The Sounds – Sugarplum Fairy – Kilians
- 2010: Die Toten Hosen – Luke Pritchard – WIZO – Skunk Anansie – Kate Nash – Friska Viljor – State Radio
- 2011: Seeed – Editors – The Subways – Johnossi – Bonaparte – Royal Republic – Young Rebel Set
- 2012: Green Day – Social Distortion – Flogging Molly – Kraftklub (wegen kurzfristiger Absage von Beatsteaks) – Angels & Airwaves – Jupiter Jones – Itchy Poopzkid
- 2013: Die Toten Hosen – The Hives – Broilers – Donots – Primal Scream – Band of Skulls – The Strypes
- 2014: fand nicht statt
- 2015: Kings of Leon – Broilers – Mando Diao – Frank Turner – Itchy Poopzkid – Schmutzki – Tito & Tarantula (wegen kurzfristiger Absage von Skinny Lister)
- 2016: We Were Promised Jetpacks – Mad Caddies – Twin Atlantic – Enter Shikari – Bad Religion – The Libertines – Muse